# ایستگاه متروی لاله
ایستگاه مترو لاله یکی از ایستگاه‌های خط ۱ مترو تبریز است که در چهارراه لاله واقع شده‌است. این ایستگاه در ۲ آبان ۱۴۰۱ افتتاح شده‌است و بزودی ایستگاه تقاطعی خطوط ۱ و ۴ متروی تبریز خواهد شد.

## ویژگی‌ها
سرپرست سازمان حمل و نقل ریلی شهرداری تبریز در حاشیه مراسم افتتاح ایستگاه لاله با اشاره به ویژگی‌های این ایستگاه گفت: این ایستگاه در مساحت ۸ هزار متر مربع و با هزینه‌ای بالغ بر ۱۲۰۰ میلیارد ریال اجرا شده‌است.
یعقوب وحید کیا اظهار کرد: ایستگاه مذکور در عمق ۲۵ متری از سطح زمین و به شکل جزیره ای بوده و در سه طبقه با دسترسی شمالی و جنوبی طراحی و اجرا شده‌است.
وی گفت: ایستگاه لاله یکی از منحصرترین ایستگاه‌ها از نظر معماری است که از مکتب هنری آذربایجان الگوبرداری شده‌است و روح تجدد میراث فرهنگی با بهره‌گیری از تکنیک‌های کاشی‌کاری سنتی در آن جلوه‌گر است.